# 920-929
De jaren 920-929 (van de christelijke jaartelling) zijn een decennium in de 10e eeuw.

## Belangrijke gebeurtenissen

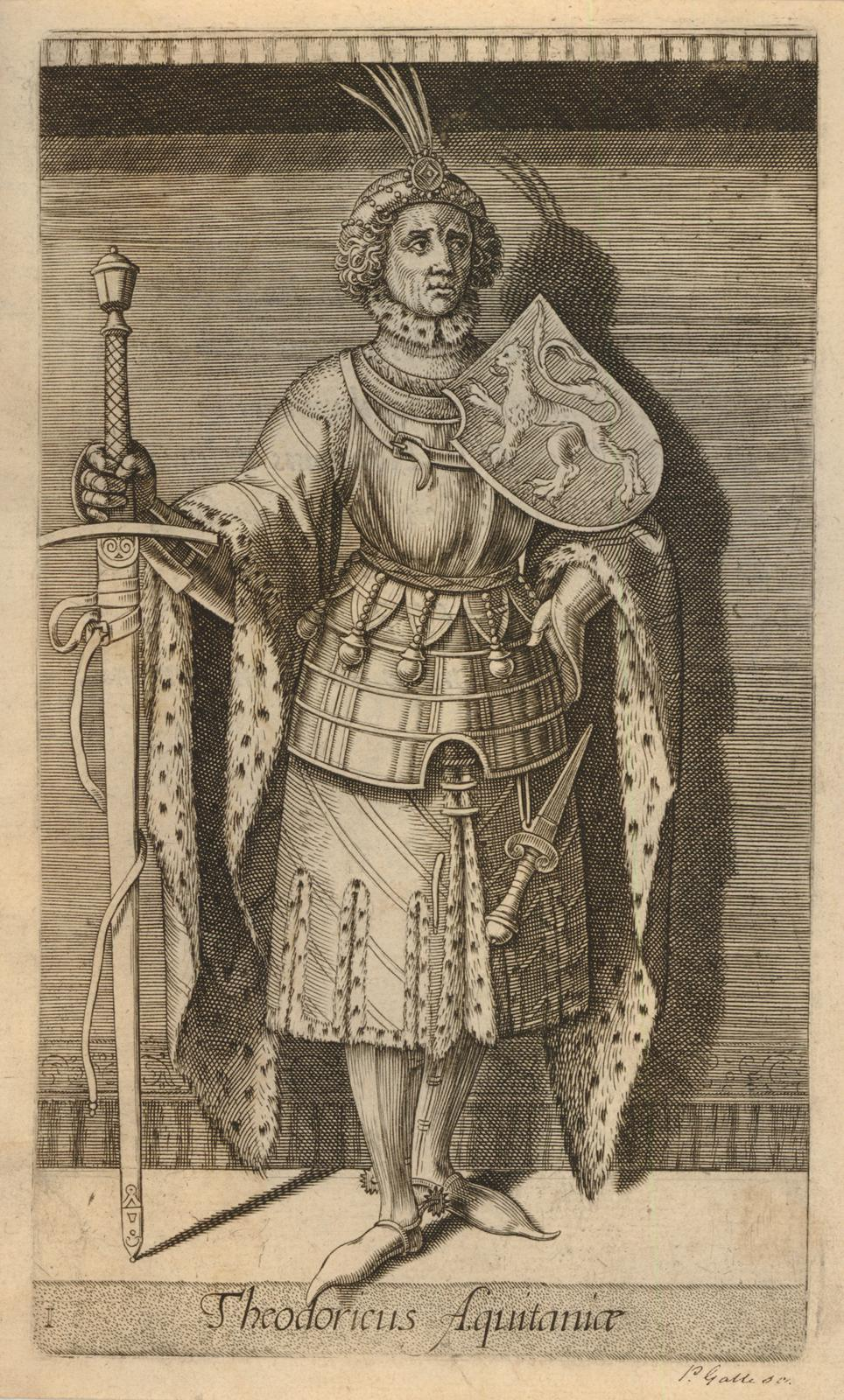
Graaf Dirk I krijgt in 922 "Hollant ende die kerck t'Egmonde met haren toebehoren" toegewezen.

### Frankische Rijk
- 922 : Robert van Parijs komt in opstand tegen de West-Francische koning Karel de Eenvoudige, en verovert de macht.
- 923 : In de Slag bij Soissons wordt koning Robert I van Frankrijk gedood en daardoor is de kroon weer terug in handen van Karel de Eenvoudige. Karel wordt echter verraden door graaf Herbert II van Vermandois, die hem laat opsluiten in een burcht te Péronne. Rudolf van het Hertogdom Bourgondië, die getrouwd is met de dochter van Robert I van Frankrijk, Emma wordt gekozen tot nieuwe koning.
- 923 : Slag bij Firenzuola. Keizer Berengarius I van Friuli wordt gevangengenomen, Rudolf II van Bourgondië wordt koning van Italië
- 926 : Lotharingen wordt een stamhertogdom van Duitsland met Everhard III van Franken, de broer van Koenraad I van Franken, als heerser.
- 926 : De Italianen eisen het ontslag van Rudolf II van Bourgondië, Hugo van Arles, zijn stiefvader volgt hem op.
- 928 : Lodewijk de Blinde, koning van Provence sterft, Hugo van Arles volgt hem op, Italië en Provence zijn verenigd.
- 929 : Karel de Eenvoudige sterft in gevangenschap.

#### Lage Landen
- 920 : De Duitse koning Hendrik de Vogelaar herovert de stad Utrecht op de Vikingen. De bisschop van Utrecht verplaatst zijn zetel van Deventer terug naar Utrecht.
- 922 : Op 15 juni laat koning Karel de Eenvoudige van Frankrijk een akte opmaken waarin hij "Hollant ende die kerck t'Egmonde met haren toebehoren" schenkt aan graaf Dirk, leenheer van Kennemerland en Rijnland. De benaming Graafschap Holland komt pas rond 1076 in gebruik.
- 925 : De Lage Landen met uitzondering van het graafschap Vlaanderen, een onderdeel van Lotharingen, gaan over naar het Duitse Rijk.

### Balkan
- 925 : Tomislav I sticht het koninkrijk Kroatië.
- 925 : Simeon I van Bulgarije krijgt de titel van tsaar.
- 926 : Simeon wordt verslagen door Tomislav.
- 927 : Simeon sterft en wordt opgevolgd door zijn zoon Peter.

### Engeland
- 927 : Athelstan verenigt de Engelse koninkrijkjes en sticht zo het koninkrijk Engeland.

### Iberisch schiereiland
- 929 : De emir van Córdoba, Abd al-Rahman III, roept zichzelf uit tot kalief en sticht het kalifaat Córdoba.

### China
- 926 : De Kitan in Mantsjoerije ontwikkelen hun eigen schriftsystemen en veroveren het Bohai-rijk en het Parhae-rijk.

## Heersers

### Europa
- Frankrijk: Karel de Eenvoudige (898-922), Robert I (922-923), Rudolf (923-936)
  - Anjou: Fulco I (888-942)
  - Aquitanië: Willem II (918-926), Alfred (926-927), Ebalus (927-932)
  - Bourgondië: Rudolf (921-936)
  - Normandië: Rollo (911-927), Willem Langzwaard (927-942)
  - Toulouse: Raymond II (918-924), Raymond III (924-942)
  - Tours: Theobald de Oude (908-943)
  - Vermandois - Herbert II (902-943)
  - Vexin - Rudolf I (923-926), Rudolf II (926-943)
  - Vlaanderen: Arnulf I (918-965)
- Duitsland: Hendrik de Vogelaar (919-936)
  - Beieren: Arnulf I (907-937)
  - Bohemen: Vratislav I (915-921), Wenceslaus I (921-929/35)
  - Franken: Everhard III (918-936)
  - West-Frisia: Dirk I (ca.896-923/939)
  - Hamaland: Meginhard IV (ca.915-ca.938)
  - Lotharingen: Godfried van Gulik (?-926), Everhard III van Franken (926-928), Giselbert II (928-939)
  - Saksen: Hendrik de Vogelaar (912-936)
  - Zwaben: Burchard II (917-926), Herman I (926-949)
- Iberisch schiereiland:
  - Aragon: Galindo II Aznarez (893-922)
  - Asturië: Fruela II (910-925)
  - Barcelona: Sunifried I (911-947)
  - Castilië: Ferdinand Aznárez (927-930)
  - Cordoba: Abd al-Rahman III (912-961)
  - Galicië: Ordoño II (910-924), Fruela II (924-925), Alfons Froilaz (925-926), Sancho I Ordóñez (926-929), Alfons IV van Leon (929-931)
  - Leon: Ordoño II (914-924), Fruela II (924-925), Alfons Froilaz (925-926), Alfons IV (926-931)
  - Navarra: Sancho I (905-926), Jimeno Garcés (926-931)
  - Portugal: Lucidio Vimaranes (873-922), Hermenegildo Gonçalves (926-943)
- Groot-Brittannië
  - Engeland: Eduard de Oudere (899-924), Ethelweard (924), Aethelstan (924-940)
  - Deheubarth: Hywel Dda (904/910/920-950)
  - Gwynedd: Idwal Foel (916-942)
  - Jorvik: Ragnall ua Ímair (918-921), Sitric Cáech (921-927), Gofraid ua Ímair (927)
  - Powys: Llywelyn ap Merfyn (900-942)
  - Schotland: Constantijn II (900-943)
- Italië: Berengarius I (905-924), Rudolf II van Bourgondië (922-926), Hugo van Arles (926-945)
  - Benevento: Landulf I (910-943) en Atenulf II (911-940)
  - Spoleto: Alberik I (898-922), Bonifatius I (923-928), Peter (924-928), Theobald I (928-936)
  - Venetië (doge): Orso II Participazio (912-932)
- Scandinavië
  - Denemarken: Olaf de Vermetele (?-925), Gurd, Knoet I (?-934)
  - Noorwegen: Harald I (870/920-931)
- Balkan:
  - Bulgarije: Simeon I (893-927), Peter I (927-969)
  - Byzantijnse Rijk: Constantijn VII (913-920), Romanos I (920-944)
  - Kroatië: Tomislav I (ca.910/925-928), Trpimir II (928-935)
  - Servië: Pavle Branović (917-921), Zaharija Prvoslavljević (921-924), Časlav Klonimirović (927-950)
- Opper-Bourgondië: Rudolf II (912-937)
- Hongarije: Zoltán (907-948)
- Kiev: Igor (912-945)
- Provence: Lodewijk de Blinde (887-928)

### Azië
- Abbasiden (kalief van Bagdad): Al-Muqtadir (908-932)
- Armenië: Ashot II (914-928)
- China:
  - Chu: Ma Yin (897-930)
  - Liang: Zhu Zhen (913-923)
  - Liao: Taizu (916-926), Taizong (926-947)
  - Zuidelijke Han: Liu Yan (917-941)
  - Jingnan: Gao Jizing (909-928), Gao Conghui (928-948)
  - Min: Wang Shenzhi (909-925), Wang Yanhan (925-926), Wang Yanjun (926-935)
  - Shu: Wang Yan (918-925)
  - Tang: Zhuangzong (923-926), Mingzong (926-933)
  - Wu: Yang Longyan (908-921), Yang Pu (921-937)
  - Wuyue: Qian Liu (907-932)
- India
  - Chola: Parantaka (907-950)
  - Rashtrakuta: Indra III (914-929), Amoghavarsha II (929-930)
- Japan: Daigo (897-930)
- Korea:
  - Goryeo: Taejo (918-943)
  - Silla: Gyeongmyeong (917-924), Gyeongae (924-927), Gyeongsun (927-935)
- Perzië (Samaniden): Nasr II (914-943)

### Afrika
- Fatimiden: Ubaydullah al-Mahdi (909-934)
- Idrisiden (Marokko): Hassan I al Hajam (925-927)

### Religie
- paus: Johannes X (914-928), Stefanus VII (928-931)
- patriarch van Alexandrië (Grieks): Christodolus (907-932)
- patriarch van Alexandrië (koptisch): Gabriël I (910-921), Cosmas III (921-933)
- patriarch van Antiochië (Grieks): Job II (917-939)
- patriarch van Antiochië (Syrisch): Johannes IV Qurzahli (910-922), Baselius I (923-935)
- patriarch van Constantinopel: Nicolaas I Mysticus (912-925), Stefanus II van Amasea (925-928), Tryfon (928-931)

<< · 920 · 921 · 922 · 923 · 924 · 925 · 926 · 927 · 928 · 929 · >>
<< · 900-909 · 910-919 · 920-929 · 930-939 · 940-949 · 950-959 · 960-969 · 970-979 · 980-989 · 990-999 · >>